# Johann Wier
Johann Wier (Grave, 1515 – Tecklenburg, 24 febbraio 1588) è stato un medico olandese.
Chiamato anche Johann Weyer in tedesco o Wierus in latino, fu un demonologo e un medico olandese, allievo del filosofo e medico tedesco Agrippa di Nettesheim.

## Biografia
Le notizie sulla sua vita si traggono essenzialmente dalla prima sua biografia scritta da Melchior Adam e soprattutto da quanto Wier stesso scrisse di sé nel suo De prestigiis daemonum. Figlio del commerciante Theodor Wier e di Agnes Rhordam, fratello maggiore di Matthäs (1520-1560), il primo mistico della Riforma, Johann nacque nel 1515 a Grave, cittadina posta sulla riva del fiume Maas, nel Brabante, territorio in cui la cultura dei Paesi Bassi si mescolava a quella più propriamente germanica: di qui le diverse espressioni del suo nome, Wier in olandese, Weyer in tedesco e, in latino, Wierus o persino Piscinarius.
Come tanti, ai suoi tempi, credette nell'esistenza dei demoni e fu certo della loro azione: narra infatti come nella sua casa di famiglia uno spirito, del resto benigno, manifestasse di quando in quando la sua presenza.

### Allievo di Cornelio Agrippa (1530-1534)
Frequentava la scuola di Jan Hendrick Coolen a Lovanio quando, nel 1530, ebbe notizia della presenza ad Anversa di Agrippa di Nettesheim (1486-1535), umanista famoso e allora consigliere, archivista e storiografo alla corte di Margherita d'Asburgo (1480-1530). Lo raggiunse per seguirne le lezioni e lo seguì a Bonn e nei suoi frequenti spostamenti, finché nel 1534 Agrippa, colpito da una condanna a morte per eresia, doveva fuggire in Francia, a Lione, e Wier prendeva la strada di Parigi per studiarvi medicina, mantenendosi tuttavia in contatto epistolare con il maestro che però, per la sua morte occorsa l'anno successivo, Wier non vedrà più.

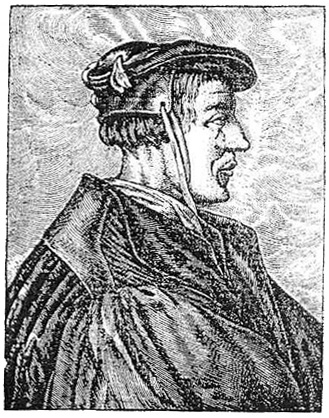
Cornelio Agrippa

Johann Wier si proclamerà sempre discepolo di quel «praeceptor venerandus», difendendone la memoria e l'opera. Fu lui a puntualizzare come il De ceremoniis - presunto quarto libro del De occulta philosophia - fosse un testo apocrifo, a respingere le accuse di negromanzia diffuse da Paolo Giovio, e da Jean Bodin, condannando però la magia, considerandola pratica inutile a ogni tentativo di spiegare la natura piegandola ai fini desiderati.
È nota la difesa fatta da Agrippa a Metz nel 1519 di una giovane contadina di Woippy, violentata dai suoi accusatori e fatta torturare dall'inquisitore Nicolas Savin, che la considerava strega per il solo fatto di essere «figlia di strega», disattendendo, in questo suo giudizio, il valore del battesimo, liberatorio delle eventuali colpe dei genitori, e perciò - a parte ogni considerazione sulla sua insufficiente preparazione teologica - cadendo egli stesso nell'eresia. L'episodio, ricordato da Agrippa nel De incertitudine et vanitate scientiarum atque artium, oltre a evidenziare dubbi, da tempo avanzati, sui reali intenti degli inquisitori - i beni dei condannati venivano infatti confiscati a beneficio degli stessi inquisitori e della Chiesa - mostrava l'inconsistenza giuridica e teologica dei processi per stregoneria e questi temi, insieme con la distinzione operata da Agrippa nel De occulta philosophia tra «religione» e «superstizione», furono tenuti ben presenti da Wier.
Studiando medicina a Parigi, dopo qualche mese passato a Orléans dove conobbe il medico di Francesco I, Noël Ramard, Wier frequentò Michele Serveto, critico di Galeno e scopritore della «piccola circolazione» del sangue nei polmoni, e Jean Fernel, fautore della diretta osservazione dei fatti e scettico sull'esistenza di influssi astrologici. Laureatosi nel 1537, ritornò a Grave per esercitarvi la professione medica.
Nel 1540 si trasferì a Ravenstein e di lì ad Arnhem: qui, nel 1548, ebbe occasione di occuparsi di diversi casi di presunte possessioni demoniache e dimostrò pubblicamente la falsità della diffusa credenza secondo la quale i «possessi» erano in grado di ingoiare e mantenere nello stomaco oggetti di ogni genere. Ad Arnhem si sposò con Judith Wintgens: doveva aver raggiunto una fama non indifferente, poiché nel 1550 fu richiesto come medico personale del duca Guglielmo di Jülich-Kleve-Berg nella sua corte di Kleve.

### Medico a Kleve (1550-1578)
Il ducato, che era formato da una parte degli attuali Paesi Bassi e da parte dell'odierna Vestfalia, si trovava allora stretto nelle contese politico-religiose che contrapponevano l'Impero di Carlo V e i principi protestanti tedeschi, alleati nella Lega di Smalcalda. Il duca Giovanni III di Kleve cercò di mantenere una posizione di equidistanza, adottando una riforma religiosa improntata a un sostanziale irenismo e sostenuta su princìpi di tolleranza. A questo scopo, fu essenziale il contributo degli umanisti Erasmo da Rotterdam, corrispondente del ministro Johann Vlatten, e Conrad von Heresbach, insegnante di greco dell'Università di Friburgo in Brisgovia e precettore del figlio del duca, dal 1538 a capo del ducato con il nome di Guglielmo V.
Nel 1538 moriva anche il duca di Gheldria, Karl von Egmond, e Guglielmo si proclamò suo successore, alleandosi con Francesco I e passando al luteranesimo per garantirsi l'appoggio dei principi tedeschi contro la reazione dell'imperatore che però lo sconfisse in battaglia nel 1543, gli sottrasse la Gheldria e impose il ritorno del ducato al cattolicesimo. Non tutte le riforme religiose introdotte nel ducato di Kleve andarono perdute: vi rimase l'impronta erasmiana e la ricerca del compromesso tra le confessioni cristiane. In questo clima politico di tolleranza religiosa e culturale - la corte di Guglielmo era frequentata da importanti intellettuali, quali Georg Witzel, Georg Cassander, Andreas Masius, Gerhard Mercator, Johannes Sleidanius e dai medici Reiner Solenander e Johann Echt - Johann Wier visse per quasi trenta anni e qui, nel castello di Hambach, nei primi mesi del 1562 portò a compimento la sua prima opera, i cinque libri del De praestigiis daemonum, et incantationibus, ac veneficiis, dedicati al duca Guglielmo V e pubblicati a Basilea nel 1563.

### Il «De praestigiis daemonum»
L'opera conobbe, vivente l'autore, otto edizioni e dal 1566 fu divisa in sei libri: il primo libro dell'opera tratta dell'origine e dei poteri del diavolo, il secondo dei maghi, il terzo delle streghe, il quarto degli indemoniati e di coloro che ritengono di essere vittime di malefici, il quinto della loro guarigione e il sesto della punizione da infliggere alle streghe e ai maghi. Sigmund Freud citò l'opera come uno dei dieci libri più rilevanti di tutti i tempi.
Wier individua nell'azione del diavolo l'origine della credenza dei poteri che venivano attribuite alle cosiddette streghe: il diavolo otteneva il duplice scopo di ingannare tanto le donne, pervertendo le loro menti, quanto coloro che le giudicavano e le condannavano. Condanne a morte tanto più ingiuste, perché basate, secondo Wier, su una erronea traduzione di un passo biblico - Esodo 22, 18: «non lascerai vivere la strega» - che in realtà si riferisce agli autori dei venefici. Gli argomenti trattati nell'opera avevano pertanto una natura teologica, portando le Scritture a testimonianza degli inganni diabolici, una filosofica, dimostrando in che modo il diavolo corrompesse l'immaginazione delle streghe, una medica, dimostrando come nel comportamento delle streghe vi fosse una causa morbosa, e una giuridica, affinché, dopo aver distinto tra maghi, streghe e autori di venefici, rilevato come le streghe in realtà non fossero in grado di provocare alcun danno, non avendo esse alcun potere reale, si applicassero pene graduate secondo qualità e gravità dei delitti, diversamente da come attualmente veniva fatto.
Nelle successive edizioni del libro, Wier pubblicò anche alcuni commenti di autorevoli lettori: il teologo Anton Hovaeus, elogiando l'autore, sottolineava come la caccia alle streghe non avesse giustificazione teologica; il medico Balduinus Ronsseus rilevava come le donne accusate fossero in realtà malate di nervi, Johann Ewich deprecava che giudici e teologi facessero confusione tra eresia e stregoneria, mentre un altro medico, Carolus Gallus, confermava come il fenomeno della stregoneria avesse origini psichiche o alimentari e l'umanista Theodor Zwinger sottolineava l'importanza della libera diffusione della cultura e del rinnovamento delle scienze al fine di debellare superstizioni e pregiudizi.
Wier volle coinvolgere, nella sua proposta di revisione delle leggi che punivano le streghe, il teologo Johann Brenz, che già nel 1554, dopo il rogo di Michele Serveto, aveva aderito al manifesto di protesta di Sébastien Castellion, il De haereticis an sint persequendi, con il suo opuscolo An magistratus iure possit occidere Anabaptista, aut alios Haereticos, nel quale aveva sostenuto l'illegittimità della condanna a morte degli eretici.
Non solo: nel 1539 Brenz aveva pubblicato il sermone Ein Predig von dem Hagel - Predica sulla grandine - su un episodio di caccia alle streghe avvenuto dopo una grandinata, interpretata dalla comunità del villaggio come la conseguenza di un maleficio. Per Brenz, non solo le streghe non potevano provocare alcunché, ma nemmeno il diavolo stesso: al più, il demone poteva prevedere un determinato evento e ingannare una «strega» facendole credere che sarebbe stata lei stessa a provocare quell'evento, illudendola così di possedere poteri sovrannaturali che lei stessa avrebbe poi, in buona fede, confessato di avere.
Secondo questa analisi, si ammetteva bensì l'esistenza delle streghe ma, per quanto risultasse evidente che ogni loro responsabilità concreta venisse a cadere, Brenz riteneva che le «streghe» meritassero la massima pena a causa del loro commercio con il diavolo, che dimostrava la volontà della donna di fare il male - il conatus perfectus - che la legge del tempo puniva comunque, poiché equiparava la volontà intesa al male all'atto effettivamente perpetrato. Invece Wier, scrivendo al Brenz, sottolineava l'enormità della pena capitale, che avrebbe dovuto essere sostituita con punizioni miti e con un'opera di rieducazione, e negava la legittimità di equiparare l'intenzione criminosa al crimine, così come non si puniva l'adulterio immaginato ma soltanto quello realmente consumato.
Contemporaneamente alla traduzione in tedesco fatta dallo stesso Wier del De praestigiis nel 1567, uscì a Parigi quella in francese, i Cinq livres de l'imposture et tromperie des diables: des enchantements et sorcelleries, a cura del medico Jacques Grévin, che ebbe nuove edizioni aggiornate nel tempo, fino a quella di Francoforte, in sei libri, nel 1586.

#### Il concetto di Melanconia
Durante l'attività dell'Inquisizione Spagnola e successivamente del Santo Uffizio Italiano, Johann Wier preferì prendere le distanze da questa forma di ossessione diabolica e descrivere il tutto come un fenomeno causato da un disturbo fisico. Nelle sue tesi si servì delle sue conoscenze mediche per dimostrare che tutte le confessioni delle streghe, che venivano raccolte nei fascicoli della Santa Inquisizione - sotto tortura - erano in realtà il frutto di un disturbo fisico dell'utero, chiamato melanconia. Dimostrò dunque che il patto con il diavolo non aveva alcun fondamento e non sussistendo, non poteva essere considerato reato. Grazie a queste teorie riuscì a salvare diverse streghe dall'esecuzione.

## Opere
- (LA) De praestigiis daemonum, et incantationibus, ac veneficiis, Basilea, Johannes Oporinus, 1563. alla quale fu aggiunta nel 1577 un'appendice, Pseudomonarchia Daemonum
- (LA) De scorbuto epitome, 1564.
- (LA) Medicarum Observationum rararum liber, 1567.
- (LA) De lamiis liber item de commentitiis jejuniis, 1577.
- (LA) De ira morbo, 1577.
- (FR) Histoire Disputes et Discours des Illusions et Diables, des Magiciens Infame, Sorcieres et Empoisonneurs: des Ensorcelez et Demoniaques et de la Guerison D'Iceux: Item de la Punition que Meritent les Magiciens les Empoisonneurs et les Sorcieres, 1885  [1579].
- (LA) Opera omnia. Quorum contenta versa pagina exhibet. Editio nova et hactenus desiderata. Accedunt indices rerum et verborum copiosissimi, Amsterdam, Vand Berge, 1660  [1659]. edizione postuma